# 拉達馬一世
拉达马一世（1793年—1828年7月27日）是马达加斯加伊默里納王國君主。1810年至1828年在位。为国王安德里亚南普伊奈梅里纳之子。拉达马在位期间，他继承父王的国土，并继续对外扩张，征服了马达加斯加岛除了极南部外的所有部落，同时又厉行改革，强化中央集权政治及军事实力，开放国门，发展近现代产业及教育事业，但他在1828年逝世後，其大部分改革措施被继任者腊纳瓦洛娜一世废除。

## 早年生涯
拉达马是伊默里纳王国国王安德里亚南普伊奈梅里纳与兰布拉玛苏安德鲁（Rambolamasoandro）之子，生于1793年，在他出生时，伊默里纳王国统治区域位在塔那那利佛一带的高原上，拉达马年幼时期在王宫中学习马达加斯加语及相应的書寫系統苏拉贝文，到青年时期，拉达马身高已有1.6公尺，身材纤细但肩膀宽阔。他稍长便随父出兵征讨不服从伊默里纳的贝齐寮部落，父子最终生擒了该部落的酋长安德里亚马纳利纳（Andriamanalina）并将其处决。
1810年，安德里亚南普伊奈梅里纳因病逝世，史書記載他病逝前把拉达马叫到病榻前，并告诉拉达马要继续自己統一马达加斯加岛的计划，拉达马也向父亲宣誓自己会完成这个计划。

## 继位
安德里亚南普伊奈梅里纳逝世後，17岁的拉达马继位为王，史称拉达马一世，就任伊始，贝齐寮等部落试图乘虚反抗伊默里纳，但拉达马迅速派兵镇压了这些部落。
在19世纪初期，英法两国垂涎马达加斯加，并为此展开了激烈争夺，1816年，英属毛里求斯总督罗伯特·法夸尔派出一支使节团来到马岛，希望加深英国与马达加斯加的贸易往来，同时达到其制约法国的目的，拉达马同意了他的要求，随即将自己同父异母的两位兄弟送到毛里求斯留学，并与英国政府代表詹姆斯·哈斯蒂签署了一份贸易协定，在条约中，大英帝國政府承认拉达马对马岛的统治权，拉达马也承诺停止奴隶交易，以得到英国的马匹、制服等物资。拉达马还同意英国在马岛开设外交代表机构，哈斯蒂随即在1820年获任英国常驻当地的使节。但马达加斯加的奴隶贸易实际上直到1896年才被法国总督伊波利特·拉罗什废除。从1820年起，来自伦敦传道会的工匠、传教士和使节陆续抵达马岛，其中包括大卫·琼斯和大卫·格里菲斯等关键人物，他们在此建立学校，用拉丁字母转写马达加斯加语，翻译《圣经》，还给岛上带去许多新的技术，不过当时大部分民众并未真正接纳这些技术。
在军事上，拉达马对拿破仑·波拿巴颇为推崇，还聘请英法军人担任教官对军人实施西式训练，军队也开始使用火器，1817年以后，伊默里纳王国开始了新一轮领土扩张，至1828年逝世前，拉达马征服了岛上除了极南地区的巴拉、马哈法利、安坦德鲁伊以外大部分部落，而先前法国人在马岛的据点也被他征服。为了巩固对边疆地区的统治，拉达马对社会发展程度较高的地区采取军监制，并曾下令在东海岸疏浚湖沼，修筑一条与海岸线平行的运河，以连接图阿马西纳附近的伊翁德鲁河与安蒂沃兰图附近的里亞尼拉河，后因本人驾崩而未能完工。

## 逝世
1828年7月27日，拉达马在塔那那利佛王宫驾崩。历史文献对他的死因有不同的记载，有学者认为长期对外扩张的战争消耗了他的体力，导致健康状况恶化；而官方则指出拉达马是因为长期酗酒而病逝的。官方直到他逝世数日後才对外公布了死讯，并将他入殮银棺，安葬在王宫中的一处石墓穴中，其随葬珍宝无数，但这些珍宝大部分都在1995年的王宫大火中失踪。
拉达马身前并没有指定王位继承人，后来，大臣安德里亚曼巴（Andriamamba）、安德里亚米哈贾、赖尼朱哈里（Rainijohary）、拉瓦隆察拉马（Ravalontsalama）等人便拥立拉达马诸妃嫔中位阶最高的拉马武（Ramavo）出任新君主，拉马武随即继承夫位成为女王，史称腊纳瓦洛娜一世，她即位後随即禁止了基督教传教活动，并将外国人驱逐出境，拉达马一世时期的改革也因此中断，直到腊纳瓦洛娜逝世后才得以恢复。

## 引用
1. ↑  Pela Ravalitera. . L'Express de Madagascar (Madagascar). 2024-01-17  [2024-06-05]. （原始内容存档于2024-06-05） （法语）.
2. ↑  Campbell（2012年），第719页
3. ↑  Akyeampong，Gates & Niven（2012年），第161页
4. 1 2 3 4  Ade Ajayi（1998年），第165页
5. ↑  Campbell（2012年），第627页
6. ↑  Campbell（2012年），第503页
7. ↑  Callet（1908年），第345-355页
8. ↑  Fage，Flint & Oliver（1986年），第400页
9. ↑  Callet（1908年），第430页
10. 1 2 3  Fage，Flint & Oliver（1986年），第402页
11. 1 2  唐同明（1986年），第59页
12. ↑  Phelps（1883年），第51-52页
13. ↑  Heseltine & 宁（1983年），第29页
14. 1 2  Fage，Flint & Oliver（1986年），第405页
15. ↑  Middleton（1999年），第67页
16. ↑  Fage，Flint & Oliver（1986年），第5页
17. ↑  Phelps（1883年），第58页
18. ↑  曹道涵. . . 中国北京: 中国大百科全书出版社. 2022-12-23  [2024-06-02]. ISBN 9787500079583.
19. ↑  Duclos（2004年）
20. ↑  魏祖钦. . 江西师范大学马达加斯加研究中心. 2019-12-30. （原始内容存档于2022-03-08）.
21. ↑  Montgomery（1840年），第283-286页
22. 1 2  Fage，Flint & Oliver（1986年），第407页
23. ↑  Ade Ajayi（1998年），第164-175页
24. ↑  Freeman & Johns（1840年），第7-17页
25. ↑  Frémigacci（1999年），第421-444页
26. ↑  艾周昌（1991年），第1-6页
27. ↑  Phelps（1883年），第86-93页

### 文獻
- Ade Ajayi, J.D., , Paris: UNESCO, 1998, ISBN 9780520067011 （英语）
- Akyeampong, Emmanuel Kwaku; Gates, Henry Louis; Niven, Steven J., , Oxford, UK: Oxford University Press, 2012  [2024-06-05], ISBN 9780199857258, （原始内容存档于2024-06-05） （英语）
- Callet, François, , Antananarivo: Imprimerie Catholique, 1908 （法语）
- Campbell, Gwyn, , Leiden, the Netherlands: Brill, 2012, ISBN 978-90-04-20980-0 （英语）
- Duclos, Henri, , Azalées éditions: 14, 2004年, ISBN 9782952083218 （法语）
- Fage, J.D.; Flint, J.E.; Oliver, R.A., , London: Cambridge University Press, 1986, ISBN 0-521-20413-5 （英语）
- Freeman, Joseph John; Johns, David, , Berlin: J. Snow, 1840 （英语）
- Frémigacci, Jean, , Chrétien, Jean-Pierre  (编), , Antananarivo: Karthala Editions: 421–444, 1999, ISBN 9782865379040 （法语）
- Middleton, Karen, , The Netherlands: Brill, 1999, ISBN 9004112898 （英语）
- Montgomery, James, , , London: London Missionary Society, 1840 （英语）
- Heseltine, Nigel; 宁, 骚, , 《民族译丛》, 1983, (4), CNKI TRIB198304003 （中文（中国大陆））
- Oliver, Samuel,  1, New York: Macmillan and Co, 1886 （英语）
- Phelps, John Wolcott, , New York: J.B. Alden, 1883  [2024-06-03], OCLC 4310527, （原始内容存档于2024-06-03） （英语）
- 唐同明, , 《贵州师范大学学报（社会科学版）》 (中国贵州: 贵州师范大学), 1986, (4): 59–61, CNKI GZSF198604015 （中文（中国大陆））
- 艾周昌, , 《铁道师院学报》 (中国江苏), 1991, (01): 1-7, CNKI SZTD199101000 （中文（中国大陆））